# Perkins Engines
Perkins Engines Company Limited, filial de Caterpillar Inc., es una compañía fabricante de motores diésel para diversos mercados, como agricultura, construcción, manejo de materiales, generación de energía e industria. Fundada en Peterborough, Inglaterra en 1932, Perkins fue aumentando su gama de motores con los años y actualmente se producen miles de tipos de motores. Esto, unido a un alto volumen de ventas anuales, significa que casi 18 millones de unidades en todo el mundo han utilizado o utilizan motores Perkins.

## Historia
F. Perkins Ltd, Engineers fue fundada el 7 de junio de 1932 en Peterborough por Frank Perkins y Charles Chapman. Antes de Perkins y Chapman, el motor diésel era un caballo de batalla pesado, lento y de bajo rendimiento. El concepto de Chapman era un diésel de alta velocidad, un motor que podría desafiar a la gasolina como fuerza motriz principal. El primer motor diésel de alta velocidad en el mundo fue un Vixen de cuatro cilindros fabricado por Perkins, que hizo su debut en 1932. En octubre de 1935 Perkins se convirtió en la primera compañía que obtuvo seis récords mundiales de velocidad diésel para una variedad de distancias establecidas en la pista de carreras de Brooklands, en Surrey. Las ventas crecieron y para la Segunda Guerra Mundial, la compañía realizó dos series de motores, P4 y P6. Después de la guerra, la compañía se hizo pública, y estableció un número de licencias para la fabricación y venta local. Entre ellos, instaló una fábrica en la provincia de Córdoba, Argentina, donde fabricó motores.

## En España
La empresa licenciada para construir motores diseñados por Perkins en España fue Motor Ibérica, que más tarde sería absorbida por Nissan.

## En América

### En Argentina
Presente desde principios de la década de 1960, proveyó a varias terminales automotrices de motores.

#### Massey-Ferguson
La compañía fue vendida a Massey Ferguson en 1959 y más tarde pasó a formar parte de LucasVarity; continuando el desarrollo y actualización de sus motores Perkins para cumplir con normas más estrictas de emisiones, además del desarrollo de nuevas series para la generación de energía y carretillas elevadoras.

#### Caterpillar
Proveedor de Caterpillar Inc. desde 1970, Perkins fue adquirida por Caterpillar en 1997 por USD 1,325 billones, creando lo que según ellos fue el mayor fabricante mundial de motores diésel. Con una continua expansión mundial, Perkins ahora tiene instalaciones de fabricación en el Reino Unido, Estados Unidos, Brasil, China y una empresa conjunta con la empresa japonesa Ishikawajima-Shibaura-Machinery.

### México
Fue muy popular sus motores 4.236 y 6.354 que aun siguen circulando camiones, máquinas y también son utilizados en montacargas industrias con estos motores por la potencia que ofrecen para todos aquellos que quieran re adquirir su motor.

## Productos descontinuados
Los motores diésel y gas de Perkins se han hecho para los sectores industrial, agrícola, marino y generación de energía, pero dos de sus motores se destacan entre el público en general por sus aplicaciones en automoción.
En la actualidad los motores perkins de 6 cilindros fase 2 (6.354.2) y fase 4 (6.354.4), así como los motores de 4 cilindros 4.212 y 4.248 han dejado de producirse.

### Modelos
- Perkins 4.108

4.236